# Sławomir Rogowski
Sławomir Rogowski (ur. 29 kwietnia 1957 w Kielcach) – polski dziennikarz, producent filmowy i telewizyjny, scenarzysta, menedżer, członek Krajowej Rady Radiofonii i Telewizji (2010–2016), od 2024 podsekretarz stanu w Ministerstwie Kultury i Dziedzictwa Narodowego.

## Życiorys
W 1976 roku ukończył I Liceum Ogólnokształcące im. Stefana Żeromskiego w Kielcach, a w 1982 studia na Wydziale Dziennikarstwa i Nauk Politycznych Uniwersytetu Warszawskiego. Odbył też studia podyplomowe w Szkole Głównej Handlowej (2004), uzyskując stopień doktora nauk społecznych, specjalisty problematyki finansowania mediów publicznych i zarządzania jakością w mediach i kulturze. Stypendysta British Council (1990 i 1993: w kontekście funkcjonowania kultury w warunkach wolnego rynku i kinematografii).
Był działaczem Zrzeszenia Studentów Polskich, kierował klubem studenckim Hybrydy (1982–1987), w latach 80. pełnił funkcję dyrektora Festiwalu Artystycznego Młodzieży Akademickiej (FAMA). Od 1990 do 1995 kierował Zespołem Organizacyjnym Komitetu Kinematografii. Był założycielem (1995) i do 1999 prowadzącym festiwal filmowy Lato Filmów w Kazimierzu Dolnym. Następnie do 2002 kierował Agencją Filmową Telewizji Polskiej. Później był członkiem zarządu Totalizatora Sportowego. Prowadził też własną działalność gospodarczą w zakresie produkcji filmowej. Producent filmowy i telewizyjny, m.in.: Duże zwierzę, Matka Teresa od kotów, Przedwiośnie, Wszyscy święci, cykl debiutów Pokolenie 2000. Reżyser i scenarzysta filmów dokumentalnych: Pani na Korczewie (2018), Tala od różańca (2012), Krzysztof Zanussi-rozmowy istotne (2009), Prawo do Boga (2007), Święto zmarłych w Doylstown (1997).
Adiunkt, wykładowca i kierownik Laboratorium Badań Telewizyjnych i Filmowych Wydziału Dziennikarstwa, Informacji i Bibliologii Uniwersytetu Warszawskiego. Do 2024 wykładowca Wydziału Sztuki Mediów ASP w Warszawie.
W 2004 napisał i wydał książkę Zima stulecia, w rankingu „Miesięcznika Literackiego” z 2010 uznany za jedną z dziesięciu najlepszych książek opisujących PRL. W 2014 wydał powieść Widok z dachu. Autor kilkunastu słuchowisk radiowych, m.in.: Upadek z trzepaka, Stacja kiedyś.
4 sierpnia 2010 został wybrany przez Sejm na członka Krajowej Rady Radiofonii i Telewizji (był rekomendowany przez klub poselski Lewica). Funkcję tę pełnił do 2016. W sierpniu 2024 objął stanowisko podsekretarza stanu w Ministerstwie Kultury i Dziedzictwa Narodowego.
Jest członkiem Europejskiej Akademii Filmowej (od 2001), Stowarzyszenia Autorów ZAiKS, Stowarzyszenia Filmowców Polskich, Krajowej Izby Producentów Filmowych. 
Wyróżniony m.in. Złotym Krzyżem Zasługi (2000), nagrodami nawiązującymi do tradycji ruchu studenckiego: Czerwonej Róży (1987), Komisji Historycznej Ruchu Studenckiego (2008), Nagrodą im. Andrzeja Potoka (2014). W 1987 otrzymał nagrodę im. Stanisława Wyspiańskiego, w 2021 - Nagrodę 100-lecia ZAiKS-u.